# Prinia
Prinia és un gènere d'ocells de la família dels cisticòlids (Cisticolidae). Es troben àmpliament estès a Àfrica i Àsia.

## Taxonomia
El gènere va ser descrit pel naturalista estatunidenc Thomas Horsfield el 1821. L'espècie tipus és la prínia alabarrada (Prinia familiaris). El nom del gènere deriva del javanès «prinya», el nom local de la prínia alabarrada.
Un estudi filogenètic molecular dels Cisticolidae publicat el 2013 va trobar que la matinera cuallarga fosca (Laticilla burnesii) no es trobava dins del clade que contenia les altres prinies. Basant-se en aquesta anàlisi, la matinera cuallarga fosca i la matinera cuallarga pàl·lida (Laticilla cinerascens), estretament relacionades, es van traslladar al gènere reincorporat Laticilla de la família dels pel·lornèids (Pellorneidae).
Segons la Classificació del Congrés Ornitològic Internacional (versió 15.1, 2025) aquest gènere conté 29 espècies:
- Prinia crinigera - prínia estriada.
- Prinia striata - prínia ratllada.
- Prinia polychroa - prínia bruna.
- Prinia cooki - prínia de Myanmar.
- Prinia rocki - prínia d'Annam.
- Prinia atrogularis - prínia gorjanegra.
- Prinia khasiana[nota 1][7][8][9][10]
- Prinia superciliaris - prínia muntanyenca.
- Prinia cinereocapilla - prínia de capell gris.
- Prinia buchanani - prínia front-rogenca.
- Prinia rufescens - prínia rogenca.
- Prinia hodgsonii - prínia de Hodgson.
- Prinia gracilis - prínia gràcil.
- Prinia lepida[nota 2][11]
- Prinia sylvatica - prínia selvàtica.
- Prinia familiaris - prínia alabarrada.
- Prinia flaviventris - prínia ventregroga.
- Prinia socialis - prínia d'antifaç.
- Prinia subflava - prínia modesta.
- Prinia inornata - prínia senzilla.
- Prinia somalica - prínia pàl·lida.
- Prinia fluviatilis - prínia fluvial.
- Prinia flavicans - prínia pitnegra.
- Prinia maculosa - prínia del Karoo.
- Prinia hypoxantha - prínia del Drakensberg.
- Prinia molleri - prínia de São Tomé.
- Prinia bairdii - prínia esparverenca.
- Prinia erythroptera - prínia ala-rogenca.
- Prinia rufifrons - prínia frontvermella.